# Soltar nombres
La práctica de soltar nombres (name-dropping, en inglés) consiste en mencionar a personas o instituciones importantes en una conversación, narrativa, canción, identidad en línea u otro tipo de comunicación. El término a menudo tiene como connotación el intentar impresionar a otros, por lo que generalmente se usa de forma negativa, y en ciertas circunstancias puede constituir una falta de ética profesional. Usado como parte de un argumento lógico, puede ser un ejemplo de falacia de falsa autoridad.

## Motivos
Una persona usa el name-dropping con el objetivo de posicionarse dentro de cierta jerarquía social. Se usa con frecuencia para crear una sensación de superioridad al elevar su propio status. Al implicar (o indicar explícitamente) un lazo con una persona de alto status, esta persona espera levantar su propio status social a un nivel más cercano a aquellos cuyo nombre ha mencionado, elevándose por tanto por encima, o igualando el status, de sus interlocutores.
El name-dropping también puede ser usado para identificar a gente con lazos en común. Indicando los nombres de las personas que uno conoce, da a conocer su círculo social, dando una oportunidad a otros con conexiones similares a integrarse.
Como forma de apelación a la autoridad, puede ser una importante forma de argumentación, mientras el nombre mencionado sea el de un experto en la materia sujeta a discusión, y que las opiniones de esa persona estén siendo fielmente representadas.